# Antonio Allen
Antonio Allen (Ocala, 23 settembre 1988) è un giocatore di football americano statunitense che gioca nel ruolo di strong safety per i New York Jets della National Football League (NFL). Fu scelto nel corso del settimo giro (242º assoluto) del Draft NFL 2012 dai Jets. Al college ha giocato a football a South Carolina.

## Carriera professionistica

### New York Jets (2012-presente)
Il 28 aprile 2012, Allen fu scelto nel corso del settimo giro del Draft 2012 dai New York Jets. Il giocatore firmò con la franchigia un contratto quadriennale comprendente 45.896 dollari alla firma. Debuttò nella NFL come titolare nella settimana 6 contro gli Indianapolis Colts mettendo a segno un sack su Andrew Luck. La sua stagione da rookie si concluse con 7 presenze, 6 tackle e un sack.
Il primo sack della stagione 2013, Allen lo mise a segno nella settimana 3 contro i Buffalo Bills. Nella settimana 7 mise a segno il primo intercetto in carriera ai danni di Tom Brady e guidò la sua squadra con 9 tackle contribuendo alla vittoria ai supplementari sui New England Patriots.

## Vittorie e premi
Nessuno

## Statistiche
| Partite totali             | 23  |
| Partite totali da titolare | 10  |
| Tackle totali              | 69  |
| Sack                       | 2,0 |
| Intercetti                 | 1   |
| Fumble forzati             | 0   |

Statistiche aggiornate alla stagione 2013